# John Florea
Pour les articles homonymes, voir Florea.
John Florea est un réalisateur et producteur américain d'origine roumaine né le 28 mai 1916 à Alliance, Ohio (États-Unis), décédé le 25 août 2000 à Las Vegas (États-Unis).

## Filmographie

### comme réalisateur
- 1955 : Highway Patrol (en) (série télévisée)
- 1962 : Le Virginien (The Virginian) (série télévisée)
- 1964 : Daniel Boone (Daniel Boone) (série télévisée)
- 1965 : Honey West (série télévisée)
- 1967 : Island of the Lost (en)
- 1967 : Mon ami Ben (Gentle Ben) (série télévisée)
- 1971 : Primus (en) (série télévisée)
- 1972 : Brink of Disaster! (en)
- 1972 : Pickup on 101 (en)
- 1973 : Dusty's Trail (en) (série télévisée)
- 1974 : The Runaways (TV)
- 1976 : L'Étrangleur invisible (Invisible Strangler)
- 1977 : Chips ("CHiPs") (série télévisée)
- 1978 : Where's Willie?
- 1979 : Shérif, fais-moi peur ("The Dukes of Hazzard") (série télévisée)
- 1982 : Seven Brides for Seven Brothers (en) (série télévisée)
- 1984 : V : La série (TV)
- 1985 : Lady Blue (série télévisée)
- 1987 : Hot Child in the City (en)

### comme producteur
- 1951 : Suicide Attack
- 1958 : Underwater Warrior (en)
- 1958 : Remous ("Sea Hunt") (série télévisée)
- 1972 : Pickup on 101 (en)

## Source, références
- (en) Cet article est partiellement ou en totalité issu de l’article de Wikipédia en anglais intitulé « John Florea » (voir la liste des auteurs).